# 2018-as brit túraautó-bajnokság
A 2018-as Dunlop MSA BTCC szezon a 61. szezonja volt a brit túraautó-bajnokságnak. A szezont április 8.-a, illetve szeptember 30.-a között bonyolították le. Az egyéni bajnok Colin Turkington lett 304 ponttal, míg csapatok között a Team BMW végzett az első helyen 428 egységet gyűjtve.

## Csapatok és versenyzők
| Adrian Flux Subaru Racing                 | Subaru Levorg GT        | Subaru/Mountune  | 1   | Ashley Sutton     | 1      |
| Adrian Flux Subaru Racing                 | Subaru Levorg GT        | Subaru/Swindon   | 1   | Ashley Sutton     | 2–10   |
| Adrian Flux Subaru Racing                 | Subaru Levorg GT        | Subaru/Swindon   | 99  | Jason Plato       | Összes |
| Autoglym Academy Racing                   | Subaru Levorg GT        | Subaru/Swindon   | 28  | Josh Price        | 2–5    |
| Autoglym Academy Racing                   | Subaru Levorg GT        | Subaru/Mountune  | 28  | Josh Price        | 1      |
| Team BMW                                  | BMW 125i M Sport        | BMW/Neil Brown   | 2   | Colin Turkington  | Összes |
| Team BMW                                  | BMW 125i M Sport        | BMW/Neil Brown   | 5   | Rob Collard       | 1–6    |
| Team BMW                                  | BMW 125i M Sport        | BMW/Neil Brown   | 55  | Ricky Collard     | 7–10   |
| BMW Pirtek Racing                         | BMW 125i M Sport        | BMW/Neil Brown   | 77  | Andrew Jordan     | Összes |
| Power Maxed TAG Racing                    | Vauxhall Astra          | TOCA/Swindon     | 18  | Senna Proctor     | Összes |
| Power Maxed TAG Racing                    | Vauxhall Astra          | TOCA/Swindon     | 66  | Josh Cook         | Összes |
| Halfords Yuasa Racing                     | Honda Civic Type R      | Honda/Neil Brown | 25  | Matt Neal         | Összes |
| Halfords Yuasa Racing                     | Honda Civic Type R      | Honda/Neil Brown | 27  | Dan Cammish       | Összes |
| Privát csapatok                           |                         |                  |     |                   |        |
| Team Shredded Wheat Racing with Gallagher | Ford Focus RS           | Ford/Mountune    | 3   | Tom Chilton       | Összes |
| Team Shredded Wheat Racing with Gallagher | Ford Focus RS           | Ford/Mountune    | 20  | James Cole        | Összes |
| Team GardX Racing with Motorbase          | Ford Focus RS           | Ford/Mountune    | 600 | Sam Tordoff       | Összes |
| AmD with AutoAid/RCIB Insurance Racing    | MG6 GT                  | TOCA/Swindon     | 6   | Rory Butcher      | Összes |
| AmD with AutoAid/RCIB Insurance Racing    | MG6 GT                  | TOCA/Swindon     | 10  | Ant Whorton-Eales | 6      |
| AmD with AutoAid/RCIB Insurance Racing    | MG6 GT                  | TOCA/Swindon     | 12  | Tom Boardman      | 1–5    |
| AmD with AutoAid/RCIB Insurance Racing    | MG6 GT                  | TOCA/Swindon     | 41  | Glynn Geddie      | 7–8    |
| AmD with AutoAid/RCIB Insurance Racing    | MG6 GT                  | TOCA/Swindon     | 54  | Josh Caygill      | 9–10   |
| AmD with Cobra Exhausts                   | Audi S3 Saloon          | TOCA/Swindon     | 23  | Sam Smelt         | Összes |
| AmD with Cobra Exhausts                   | Audi S3 Saloon          | TOCA/Swindon     | 48  | Ollie Jackson     | Összes |
| DUO Motorsport with HMS Racing            | Alfa Romeo Giulietta    | TOCA/Swindon     | 11  | Rob Austin        | Összes |
| BTC Norlin Racing                         | Honda Civic Type R      | TOCA/Swindon     | 14  | James Nash        | 1–3    |
| BTC Norlin Racing                         | Honda Civic Type R      | TOCA/Swindon     | 22  | Chris Smiley      | Összes |
| BTC Norlin Racing                         | Honda Civic Type R      | TOCA/Swindon     | 26  | Daniel Lloyd      | 4–10   |
| Ciceley Motorsport                        | Mercedes-Benz A-Osztály | TOCA/Swindon     | 15  | Tom Oliphant      | Összes |
| Mac Tools with Ciceley Motorsport         | Mercedes-Benz A-Osztály | TOCA/Swindon     | 33  | Adam Morgan       | Összes |
| Laser Tools Racing                        | Mercedes-Benz A-Osztály | TOCA/Swindon     | 16  | Aiden Moffat      | Összes |
| Trade Price Cars with Brisky Racing       | Volkswagen CC           | TOCA/Swindon     | 17  | Daniel Welch      | 6      |
| Trade Price Cars with Brisky Racing       | Volkswagen CC           | TOCA/Swindon     | 21  | Mike Bushell      | Összes |
| Trade Price Cars with Brisky Racing       | Volkswagen CC           | TOCA/Swindon     | 24  | Jake Hill         | 1–5    |
| Trade Price Cars with Brisky Racing       | Volkswagen CC           | TOCA/Swindon     | 43  | Ollie Pidgley     | 7–10   |
| Team HARD. with Trade Price Cars          | Volkswagen CC           | TOCA/Swindon     | 19  | Bobby Thompson    | Összes |
| Team HARD. with Trade Price Cars          | Volkswagen CC           | TOCA/Swindon     | 32  | Ethan Hammerton   | 9–10   |
| Team HARD. with Trade Price Cars          | Volkswagen CC           | TOCA/Swindon     | 42  | Carl Boardley     | 8      |
| Team HARD. with Trade Price Cars          | Volkswagen CC           | TOCA/Swindon     | 44  | Michael Caine     | 1–7    |
| WIX Racing with Eurotech                  | Honda Civic Type R      | Honda/Neil Brown | 31  | Jack Goff         | Összes |
| WIX Racing with Eurotech                  | Honda Civic Type R      | Honda/Neil Brown | 39  | Brett Smith       | Összes |
| Team Parker Racing                        | BMW 125i M Sport        | BMW/Neil Brown   | 60  | Stephen Jelley    | Összes |
| Speedworks Motorsport                     | Toyota Avensis          | TOCA/Swindon     | 80  | Tom Ingram        | Összes |
| Simpson Racing                            | Honda Civic Type        | Honda/Neil Brown | 303 | Matt Simpson      | Összes |

| Megjegyzés                      | Megjegyzés |
| ------------------------------- | ---------- |
| A Jack Sears Trophy résztvevői. |            |

## Versenynaptár
A bajnokság versenynaptárát 2017 május 26-án jelentették be. Minden forduló megmaradt az előző szezonból, egyedüli változás a 2017-es versenynaptárhoz képest, hogy a Rockingham Motor Speedway és a Knockhill Racing Circuit helyet cserélt.
| Forduló | Forduló | Pálya                                                                                | Dátum          |
| ------- | ------- | ------------------------------------------------------------------------------------ | -------------- |
| 1       | V1      | Brands Hatch (Indy Circuit, Kent)                                                    | Április 8.     |
| 1       | V2      | Brands Hatch (Indy Circuit, Kent)                                                    | Április 8.     |
| 1       | V3      | Brands Hatch (Indy Circuit, Kent)                                                    | Április 8.     |
| 2       | V4      | Donington Park (National Circuit, Leicestershire)                                    | Április 29.    |
| 2       | V5      | Donington Park (National Circuit, Leicestershire)                                    | Április 29.    |
| 2       | V6      | Donington Park (National Circuit, Leicestershire)                                    | Április 29.    |
| 3       | V7      | Thruxton Circuit (Hampshire)                                                         | Május 20.      |
| 3       | V8      | Thruxton Circuit (Hampshire)                                                         | Május 20.      |
| 3       | V9      | Thruxton Circuit (Hampshire)                                                         | Május 20.      |
| 4       | V10     | Oulton Park (Island Circuit, Cheshire)                                               | Június 10.     |
| 4       | V11     | Oulton Park (Island Circuit, Cheshire)                                               | Június 10.     |
| 4       | V12     | Oulton Park (Island Circuit, Cheshire)                                               | Június 10.     |
| 5       | V13     | Croft Circuit (North Yorkshire)                                                      | Június 24.     |
| 5       | V14     | Croft Circuit (North Yorkshire)                                                      | Június 24.     |
| 5       | V15     | Croft Circuit (North Yorkshire)                                                      | Június 24.     |
| 6       | V16     | Snetterton Motor Racing Circuit (300 Circuit, Norfolk)                               | Július 29.     |
| 6       | V17     | Snetterton Motor Racing Circuit (300 Circuit, Norfolk)                               | Július 29.     |
| 6       | V18     | Snetterton Motor Racing Circuit (300 Circuit, Norfolk)                               | Július 29.     |
| 7       | V19     | Rockingham Motor Speedway (International Super Sports Car Circuit, Northamptonshire) | Augusztus 12.  |
| 7       | V20     | Rockingham Motor Speedway (International Super Sports Car Circuit, Northamptonshire) | Augusztus 12.  |
| 7       | V21     | Rockingham Motor Speedway (International Super Sports Car Circuit, Northamptonshire) | Augusztus 12.  |
| 8       | V22     | Knockhill Racing Circuit (Fife)                                                      | Augusztus 26.  |
| 8       | V23     | Knockhill Racing Circuit (Fife)                                                      | Augusztus 26.  |
| 8       | V24     | Knockhill Racing Circuit (Fife)                                                      | Augusztus 26.  |
| 9       | V25     | Silverstone Circuit (National Circuit, Northamptonshire)                             | Szeptember 16. |
| 9       | V26     | Silverstone Circuit (National Circuit, Northamptonshire)                             | Szeptember 16. |
| 9       | V27     | Silverstone Circuit (National Circuit, Northamptonshire)                             | Szeptember 16. |
| 10      | V28     | Brands Hatch (Grand Prix Circuit, Kent)                                              | Szeptember 30. |
| 10      | V29     | Brands Hatch (Grand Prix Circuit, Kent)                                              | Szeptember 30. |
| 10      | V30     | Brands Hatch (Grand Prix Circuit, Kent)                                              | Szeptember 30. |

## Eredmények
| Round | Round | Pálya                           | Pole pozíció     | Leggyorsabb kör  | Győztes versenyző                         | Győztes csapat                    | Privát győztes | JST győztes   |
| ----- | ----- | ------------------------------- | ---------------- | ---------------- | ----------------------------------------- | --------------------------------- | -------------- | ------------- |
| 1     | R1    | Brands Hatch Indy               | Jack Goff        | Josh Cook        | Jack Goff                                 | WIX Racing with Eurotech          | Jack Goff      | Dan Cammish   |
| 1     | R2    | Brands Hatch Indy               |                  | Senna Proctor    | Senna Proctor                             | Power Maxed TAG Racing            | Jake Hill      | Jake Hill     |
| 1     | R3    | Brands Hatch Indy               | Colin Turkington | Tom Ingram       | Speedworks Motorsport                     | Tom Ingram                        | Mike Bushell   |               |
| 2     | R4    | Donington Park                  | Josh Cook        | Tom Chilton      | Josh Cook                                 | Power Maxed TAG Racing            | Aiden Moffat   | Dan Cammish   |
| 2     | R5    | Donington Park                  |                  | Adam Morgan      | Tom Ingram                                | Speedworks Motorsport             | Tom Ingram     | Chris Smiley  |
| 2     | R6    | Donington Park                  | Adam Morgan      | Adam Morgan      | Mac Tools with Ciceley Motorsport         | Adam Morgan                       | Jake Hill      |               |
| 3     | R7    | Thruxton Circuit                | Matt Neal        | Colin Turkington | Matt Neal                                 | Halfords Yuasa Racing             | Sam Tordoff    | Dan Cammish   |
| 3     | R8    | Thruxton Circuit                |                  | Josh Cook        | Josh Cook                                 | Power Maxed TAG Racing            | Sam Tordoff    | Chris Smiley  |
| 3     | R9    | Thruxton Circuit                | Tom Ingram       | Adam Morgan      | Mac Tools with Ciceley Motorsport         | Adam Morgan                       | Chris Smiley   |               |
| 4     | R10   | Oulton Park                     | Matt Simpson     | Matt Simpson     | Matt Simpson                              | Simpson Racing                    | Matt Simpson   | Matt Simpson  |
| 4     | R11   | Oulton Park                     |                  | Tom Ingram       | Colin Turkington                          | Team BMW                          | Tom Chilton    | Ollie Jackson |
| 4     | R12   | Oulton Park                     | Brett Smith      | Rob Collard      | Team BMW                                  | Jack Goff                         | Mike Bushell   |               |
| 5     | R13   | Croft Circuit                   | Ashley Sutton    | Ashley Sutton    | Ashley Sutton                             | Adrian Flux Subaru Racing         | Tom Ingram     | Daniel Lloyd  |
| 5     | R14   | Croft Circuit                   |                  | Colin Turkington | Ashley Sutton                             | Adrian Flux Subaru Racing         | Tom Ingram     | Daniel Lloyd  |
| 5     | R15   | Croft Circuit                   | Daniel Lloyd     | Daniel Lloyd     | BTC Norlin Racing                         | Daniel Lloyd                      | Daniel Lloyd   |               |
| 6     | R16   | Snetterton Motor Racing Circuit | Jack Goff        | Ashley Sutton    | Jack Goff                                 | WIX Racing with Eurotech          | Jack Goff      | Dan Cammish   |
| 6     | R17   | Snetterton Motor Racing Circuit |                  | Tom Ingram       | Ashley Sutton                             | Adrian Flux Subaru Racing         | Tom Ingram     | Dan Cammish   |
| 6     | R18   | Snetterton Motor Racing Circuit | Jack Goff        | Matt Neal        | Matt Neal                                 | Halfords Yuasa Racing             | Jack Goff      | Matt Simpson  |
| 7     | R19   | Rockingham Motor Speedway       | Adam Morgan      | Josh Cook        | Adam Morgan                               | Mac Tools with Ciceley Motorsport | Adam Morgan    | Chris Smiley  |
| 7     | R20   | Rockingham Motor Speedway       |                  | Tom Ingram       | Ashley Sutton                             | Adrian Flux Subaru Racing         | Adam Morgan    | Chris Smiley  |
| 7     | R21   | Rockingham Motor Speedway       | Chris Smiley     | Chris Smiley     | BTC Norlin Racing                         | Chris Smiley                      | Chris Smiley   |               |
| 8     | R22   | Knockhill Racing Circuit        | Dan Cammish      | Ashley Sutton    | Ashley Sutton                             | Adrian Flux Subaru Racing         | Tom Ingram     | Dan Cammish   |
| 8     | R23   | Knockhill Racing Circuit        |                  | Josh Cook        | Andrew Jordan                             | BMW Team Pirtek                   | Adam Morgan    | Dan Cammish   |
| 8     | R24   | Knockhill Racing Circuit        | Colin Turkington | Tom Chilton      | Team Shredded Wheat Racing with Gallagher | Tom Chilton                       | Rory Butcher   |               |
| 9     | R25   | Silverstone Circuit             | Sam Tordoff      | Tom Chilton      | Sam Tordoff                               | Team GardX Racing with Motorbase  | Sam Tordoff    | Ricky Collard |
| 9     | R26   | Silverstone Circuit             |                  | Tom Ingram       | Tom Ingram                                | Speedworks Motorsport             | Tom Ingram     | Ricky Collard |
| 9     | R27   | Silverstone Circuit             | Tom Chilton      | Aiden Moffat     | Laser Tools Racing                        | Aiden Moffat                      | Dan Cammish    |               |
| 10    | R28   | Brands Hatch GP                 | Brett Smith      | Matt Neal        | Dan Cammish                               | Halfords Yuasa Racing             | Brett Smith    | Dan Cammish   |
| 10    | R29   | Brands Hatch GP                 |                  | Tom Oliphant     | Dan Cammish                               | Halfords Yuasa Racing             | Tom Ingram     | Dan Cammish   |
| 10    | R30   | Brands Hatch GP                 | Sam Tordoff      | Ashley Sutton    | Adrian Flux Subaru Racing                 | Rob Austin                        | Chris Smiley   |               |

## A bajnokság eredménye
| Pontrendszer | Pontrendszer | Pontrendszer | Pontrendszer | Pontrendszer | Pontrendszer | Pontrendszer | Pontrendszer | Pontrendszer | Pontrendszer | Pontrendszer | Pontrendszer | Pontrendszer | Pontrendszer | Pontrendszer | Pontrendszer | Pontrendszer    | Pontrendszer            | Pontrendszer |
| ------------ | ------------ | ------------ | ------------ | ------------ | ------------ | ------------ | ------------ | ------------ | ------------ | ------------ | ------------ | ------------ | ------------ | ------------ | ------------ | --------------- | ----------------------- | ------------ |
| 1.           | 2.           | 3.           | 4.           | 5.           | 6.           | 7.           | 8.           | 9.           | 10.          | 11.          | 12.          | 13.          | 14.          | 15.          | V1 PP        | Leggyorsabb kör | Versenyben vezetett kör |              |
| 20           | 17           | 15           | 13           | 11           | 10           | 9            | 8            | 7            | 6            | 5            | 4            | 3            | 2            | 1            | 1            | 1               | 1                       |              |

- A versenyben vezetett körért járó pontot nem mindenegyes élen eltöltött kör után osztották.  a versenyzőknek futamonként csak egyszer volt lehetőségük begyűjteni.
- Snettertonban a 3. verseny egy speciális 60 mérföldes futam volt, külön kvalifikációval, kompenzációs súly nélkül, dupla pontokért.

### Egyéni bajnokság
| Poz. | Versenyző         | BHI | BHI | BHI | DON | DON | DON | THR | THR | THR | OUL | OUL | OUL | CRO | CRO | CRO | SNE | SNE | SNE | ROC | ROC | ROC | KNO | KNO | KNO | SIL | SIL | SIL | BHGP | BHGP | BHGP | Pont |
| ---- | ----------------- | --- | --- | --- | --- | --- | --- | --- | --- | --- | --- | --- | --- | --- | --- | --- | --- | --- | --- | --- | --- | --- | --- | --- | --- | --- | --- | --- | ---- | ---- | ---- | ---- |
| 1    | Colin Turkington  | 2   | 27  | 9   | 10  | Ki  | 21  | 2   | 2*  | 5   | 6   | 1*  | 3   | 5   | 3   | 5   | 15  | Ki  | 6   | 7   | 5   | 2   | 2   | 4*  | 2   | 8   | 8   | 3   | 12   | 22   | 23   | 304  |
| 2    | Tom Ingram        | 4   | 11* | 1*  | 14  | 1*  | 8   | Ki  | 12  | 7   | 15  | 10  | 6   | 3   | 2*  | 9   | Ki  | 3   | 3   | Ki  | 3   | 5   | 6   | Kiz | 16  | 15  | 1*  | 2   | 14   | 4    | 5    | 292  |
| 3    | Tom Chilton       | 5   | 28  | 27  | 29  | 10  | 9   | 5   | 9   | 11  | 2   | 3*  | 7   | 15  | 6   | 2   | 13  | 11  | 5   | 3   | 10  | Ki  | 12  | 6   | 1*  | 2   | 13  | 6   | 9    | 6    | 4    | 266  |
| 4    | Ashley Sutton     | 7   | 12  | 4   | 12  | 8   | 6*  | 15  | 11  | 20  | 21  | 23  | 13  | 1*  | 1*  | 7   | 2   | 1*  | 20  | 2   | 1*  | 17  | 1*  | Kiz | 8   | 11  | 27  | 12  | Ki   | 8    | 1*   | 256  |
| 5    | Andrew Jordan     | 3   | 21* | 17  | 21  | 18  | 5   | 6   | 5   | Ni  | 3   | 4   | 2   | 10  | 5   | 6   | 12  | 9   | 4   | 15  | 13  | Ki  | 4   | 1*  | 3   | Ki  | 22  | 9   | 8    | 3    | 9    | 247  |
| 6    | Josh Cook         | Hn  | 15  | 10  | 1*  | 7   | 2   | 9   | 1*  | 6   | 17  | 27  | 11  | 7   | Ki  | 18  | 4   | 2   | 7   | Ret | 12  | 12  | 5   | 2   | 6   | Ki  | 12  | 4   | 22   | 10   | 2*   | 246  |
| 7    | Adam Morgan       | 6   | 13  | 2   | 23  | 5   | 1*  | 14  | 7   | 1*  | 18  | 11  | 5   | Ki  | 19  | 12  | 10  | Ki  | Ki  | 1*  | 2   | 8   | 9   | 5   | 4   | 6   | 2   | 17  | 19   | Ki   | 11   | 232  |
| 8    | Jack Goff         | 1*  | 10* | 8   | 13  | 3   | 23  | 13  | 8   | 2   | 8   | 8   | 4   | 21  | 18  | Ki  | 1*  | 17  | 2*  | 13  | 15  | 19  | 15  | 8   | 9   | 4   | 6   | 22  | 4    | Ki   | 18   | 228  |
| 9    | Matt Neal         | Ki  | 29  | 12  | 6   | 16  | 7   | 1*  | 3   | 8   | 5   | 2   | 14  | 9   | 7   | 4   | 14  | 21  | 1*  | 18  | 14  | 15  | Ki  | 17  | 15  | Ki  | 14  | 7   | 2    | 2    | 21   | 223  |
| 10   | Dan Cammish       | 8   | 16  | 11  | 2   | 4*  | Ki  | 3   | 26  | 13  | 13  | 12  | 22  | 19  | 11  | 10  | 3   | 4   | 14  | 5   | 21  | 10  | 3*  | 3   | 17  | 10  | 15  | 8   | 1*   | 1*   | 17   | 218  |
| 11   | Sam Tordoff       | 26  | 18  | 13  | Ki  | 11  | Ki  | 4   | 4   | 4   | 4   | Ki  | Ni  | 4   | 4   | 8   | 5   | 6   | Ki  | Ki  | 18  | 4   | 17  | 11  | 5   | 1*  | 3*  | 14  | 11   | 14   | 6    | 202  |
| 12   | Senna Proctor     | 27  | 1*  | 15  | 8   | 22  | Ki  | 7   | 6   | 3   | 28  | 16  | 12  | 11  | 8   | 3   | Hn  | 7   | 12  | 12  | 4   | 14  | 19  | 16  | Ki  | 18  | 10  | 11  | 5    | 7    | 7    | 170  |
| 13   | Chris Smiley      | 10  | 17  | 16  | 7   | 2*  | Hn  | 10  | 10  | 9   | 12  | 18  | Ki  | 17  | 12  | Ki  | 7   | 5   | Ki  | 4   | 7   | 1*  | 8   | 10  | 11  | 25  | 18  | Ki  | 28   | 12   | 8    | 152  |
| 14   | Rob Austin        | Ki  | 6   | 3*  | 15  | 21  | 11  | 16  | 13  | 16  | 10  | 7   | Ki  | Ki  | 15  | Ki  | 6   | Ki  | 13  | 11  | Ki  | 18  | 14  | 9   | 13  | 26  | 9   | 5   | 15   | 9    | 3*   | 126  |
| 15   | Matt Simpson      | Ki  | 7   | 7   | 31  | 25  | 14  | 12  | 14  | 12  | 1*  | Ni  | Ni  | 22  | 17  | 15  | Ki  | 19  | 8   | 10  | 9   | 3   | 21  | 20  | Ki  | 5   | 5   | 25  | 20   | Ki   | 22   | 120  |
| 16   | Aiden Moffat      | 14  | 5*  | 21  | 3   | 15  | 3   | 18  | 15  | 15  | 16  | Ki  | 20  | Ki  | 16  | 17  | 16  | 13  | Hn  | 8   | Ki  | 21  | 18  | 13  | 12  | 14  | 7   | 1*  | 7    | 5    | 27   | 117  |
| 17   | Rory Butcher      | 13  | 9   | 6   | 22  | 9   | 13  | 24  | 19  | 14  | 27  | 14  | Ki  | 13  | 10  | 13  | Ki  | 23  | Ki  | 9   | 8   | 6*  | 10  | 7   | 7   | 12  | 16  | Ki  | 23   | Ki   | 24   | 99   |
| 18   | Daniel Lloyd      |     |     |     |     |     |     |     |     |     | 25  | 17  | Ki  | 8   | 9   | 1*  | 9   | 15  | 9   | 21  | 16  | Ki  | 25  | 14  | 10  | 16  | 19  | 15  | 6    | 13   | 10   | 87   |
| 19   | Rob Collard       | 15  | 26  | Ki  | 11  | 13  | 4   | 11  | 16  | 10  | 9   | 6   | 1*  | 6   | 28  | 11  | Ki  | Ki  | Ni  |     |     |     |     |     |     |     |     |     |      |      |      | 86   |
| 20   | Brett Smith       | 11  | 20  | 22  | 4   | 14  | Ki  | 8   | Ki  | Ki  | 11  | 19  | 18  | Ki  | 21  | 28  | 11  | 12  | Ki  | 26  | 24  | Ki  | 13  | 19  | Ki  | 13  | 21  | 19  | 3    | 11   | 16   | 70   |
| 21   | James Cole        | 9   | 19  | Ki  | 5   | 6   | Ki  | 19  | Ki  | 24  | 7   | 5   | 9   | 12  | 23  | 20  | 17  | 18  | Ki  | 19  | 19  | Ki  | 24  | 18  | 22  | 21  | 28  | 20  | 10   | 16   | 14   | 67   |
| 22   | Tom Oliphant      | 16  | Ki  | 20  | 9   | 12  | 22  | 17  | Ki  | 19  | 20  | 13  | Ki  | 16  | 13  | 14  | 8   | 8   | Ki  | 25  | 17  | 13  | 7   | Ki  | 21  | 9   | 11  | 16  | 13   | Ki   | 20   | 63   |
| 23   | Ollie Jackson     | 12  | 3   | 14  | 19  | 29  | 16  | 25  | 17  | Ki  | 14  | 9   | 21  | 14  | 25  | 22  | Ki  | Ki  | 11  | 16  | 11  | 9   | 16  | Ki  | Ki  | 17  | 25  | 23  | 17   | 15   | 12   | 59   |
| 24   | Mike Bushell      | Ki  | 8   | 5   | 27  | 28  | 15  | 21  | Ki  | 27  | 19  | 15  | 8   | 20  | 22  | Ki  | Ki  | 16  | Ki  | 6   | 6   | 20  | 23  | Hn  | 24  | 7   | 24  | 13  | 24   | 20   | 15   | 59   |
| 25   | Ricky Collard     |     |     |     |     |     |     |     |     |     |     |     |     |     |     |     |     |     |     | 17  | 20  | Ni  | 11  | 12  | 23  | 3   | 4   | 10  | 16   | 18   | 13   | 46   |
| 26   | Jake Hill         | 25  | 2   | 29  | 17  | 23  | 10  | 20  | 18  | 17  | 23  | 21  | 10  | Ki  | 26  | 25  |     |     |     |     |     |     |     |     |     |     |     |     |      |      |      | 29   |
| 27   | Jason Plato       | 20  | 22  | 19  | 25  | 20  | 18  | Ki  | Ki  | Ni  | 30  | 20  | Ki  | 2   | 14  | 19  | 24  | Ki  | 15  | 23  | 26  | 11  | 26  | Ki  | 19  | Ki  | 17  | 18  | 18   | 17   | 25   | 26   |
| 28   | Bobby Thompson    | 19  | Ki  | 26  | 20  | 24  | 20  | 26  | 20  | 22  | 26  | 26  | Ni  | 24  | 27  | 21  | 18  | 14  | 10  | 24  | Ki  | 7   | Ki  | Hn  | 20  | 19  | Ki  | 21  | Ki   | Ki   | 19   | 23   |
| 29   | Tom Boardman      | 18  | 4   | 18  | 16  | 17  | Ki  | Ki  | 22  | 18  | 24  | 25  | 15  | 26  | Ki  | 23  |     |     |     |     |     |     |     |     |     |     |     |     |      |      |      | 14   |
| 30   | Ant Whorton-Eales |     |     |     |     |     |     |     |     |     |     |     |     |     |     |     | 23  | 10  | 16  |     |     |     |     |     |     |     |     |     |      |      |      | 6    |
| 31   | James Nash        | 17  | 14  | Ki  | 18  | Ki  | 12  | 23  | 21  | 23  |     |     |     |     |     |     |     |     |     |     |     |     |     |     |     |     |     |     |      |      |      | 6    |
| 32   | Stephen Jelley    | 22  | Ki  | 23  | 30  | 19  | 17  | 27  | 25  | 21  | 22  | Ki  | 16  | Ki  | 20  | 16  | 20  | 22  | 17  | 14  | Ki  | 16  | Ki  | Ki  | 14  | Ki  | Ki  | Ki  | 21   | Ki   | Ki   | 4    |
| 33   | Glynn Geddie      |     |     |     |     |     |     |     |     |     |     |     |     |     |     |     |     |     |     | 22  | 22  | Ki  | 20  | 15  | 18  |     |     |     |      |      |      | 1    |
| 34   | Sam Smelt         | 24  | 25  | 25  | 28  | Ki  | 24  | 28  | 24  | 26  | 31  | Ki  | 17  | 25  | 24  | 26  | 22  | 20  | 18  | Ki  | 23  | Ki  | 22  | Ki  | Ki  | 22  | 26  | 23  | 25   | 19   | 26   | 0    |
| 35   | Josh Price        | 23  | 23  | 28  | 26  | 26  | Ki  | 22  | 23  | Ki  | Ki  | 24  | Ki  | 18  | Ki  | 24  |     |     |     |     |     |     |     |     |     |     |     |     |      |      |      | 0    |
| 36   | Michael Caine     | 21  | 24  | 24  | 24  | 27  | 19  | Ki  | Ki  | 25  | 29  | 22  | 19  | 23  | Ki  | 27  | 19  | Ki  | Ni  | 20  | Ki  | Ki  |     |     |     |     |     |     |      |      |      | 0    |
| 37   | Daniel Welch      |     |     |     |     |     |     |     |     |     |     |     |     |     |     |     | 21  | Ki  | 19  |     |     |     |     |     |     |     |     |     |      |      |      | 0    |
| 38   | Ollie Pidgley     |     |     |     |     |     |     |     |     |     |     |     |     |     |     |     |     |     |     | Ki  | 25  | 22  | 27  | 21  | Hn  | 20  | 23  | Ki  | 27   | Ki   | Ni   | 0    |
| 39   | Ethan Hammerton   |     |     |     |     |     |     |     |     |     |     |     |     |     |     |     |     |     |     |     |     |     |     |     |     | 24  | 20  | 24  | Ki   | Ki   | Ki   | 0    |
| 40   | Josh Caygill      |     |     |     |     |     |     |     |     |     |     |     |     |     |     |     |     |     |     |     |     |     |     |     |     | 23  | Ki  | Ki  | 26   | 21   | Ki   | 0    |
| Hn   | Carl Boardley     |     |     |     |     |     |     |     |     |     |     |     |     |     |     |     |     |     |     |     |     |     | Kiz | Kiz | Kiz |     |     |     |      |      |      | 0    |
| Poz. | Versenyző         | BHI | BHI | BHI | DON | DON | DON | THR | THR | THR | OUL | OUL | OUL | CRO | CRO | CRO | SNE | SNE | SNE | ROC | ROC | ROC | KNO | KNO | KNO | SIL | SIL | SIL | BHGP | BHGP | BHGP | Pont |

### Gyártók/Konstruktőrök bajnoksága
| Poz. | Gyártó/Konstruktőr            | Pont |
| ---- | ----------------------------- | ---- |
| 1    | BMW / West Surrey Racing      | 830  |
| 2    | Honda / Team Dynamics         | 758  |
| 3    | Vauxhall / Power Maxed Racing | 741  |
| 4    | Subaru / Team BMR             | 553  |

### Csapatok bajnoksága
| Poz. | Csapat                                    | Pont |
| ---- | ----------------------------------------- | ---- |
| 1    | Team BMW                                  | 428  |
| 2    | Halfords Yuasa Racing                     | 409  |
| 3    | Power Maxed TAG Racing                    | 409  |
| 4    | Team Shredded Wheat Racing with Gallagher | 318  |
| 5    | Speedworks Motorsport                     | 282  |
| 6    | WIX Racing with Eurotech                  | 277  |
| 7    | BMW Pirtek Racing                         | 245  |
| 8    | Mac Tools with Ciceley Motorsport         | 226  |
| 9    | BTC Norlin Racing                         | 223  |
| 10   | Adrian Flux Subaru Racing                 | 201  |
| 11   | Team GardX Racing with Motorbase          | 198  |
| 12   | AmD with Autoaid/RCIB Insurance Racing    | 120  |
| 13   | Laser Tools Racing                        | 115  |
| 14   | DUO Motorsport with HMS Racing            | 114  |
| 15   | Simpson Racing                            | 107  |
| 16   | Trade Price Cars with Brisky Racing       | 91   |
| 17   | Ciceley Motorsport                        | 62   |
| 18   | AmD with Cobra Exhausts                   | 39   |
| 19   | Autoglym Academy Racing                   | 8    |
| 20   | Team Parker Racing                        | -6   |
| 21   | Team HARD with Trade Price Cars           | -17  |

### Privát versenyzők bajnoksága
| Poz. | Versenyző         | Pont |
| ---- | ----------------- | ---- |
| 1    | Tom Ingram        | 387  |
| 2    | Tom Chilton       | 368  |
| 3    | Jack Goff         | 320  |
| 4    | Adam Morgan       | 316  |
| 5    | Sam Tordoff       | 292  |
| 6    | Chris Smiley      | 248  |
| 7    | Rob Austin        | 235  |
| 8    | Aiden Moffat      | 218  |
| 9    | Matt Simpson      | 192  |
| 10   | Rory Butcher      | 184  |
| 11   | Daniel Lloyd      | 167  |
| 12   | Tom Oliphant      | 164  |
| 13   | James Cole        | 150  |
| 14   | Brett Smith       | 149  |
| 15   | Ollie Jackson     | 148  |
| 16   | Mike Bushell      | 122  |
| 17   | Bobby Thompson    | 70   |
| 18   | Jake Hill         | 64   |
| 19   | Stephen Jelley    | 62   |
| 20   | Tom Boardman      | 49   |
| 21   | Sam Smelt         | 27   |
| 22   | James Nash        | 26   |
| 23   | Ant Whorton-Eales | 25   |
| 24   | Michael Caine     | 18   |
| 25   | Glynn Geddie      | 16   |
| 26   | Daniel Welch      | 9    |
| 27   | Ollie Pidgley     | 5    |
| 28   | Ethan Hammerton   | 4    |
| 29   | Josh Caygill      | 0    |
| Hn   | Carl Boardley     | 0    |

### Privát csapatok bajnoksága
| Poz. | Csapat                                    | Pont |
| ---- | ----------------------------------------- | ---- |
| 1    | Speedworks Motorsport                     | 397  |
| 2    | Team Shredded Wheat Racing with Gallagher | 388  |
| 3    | WIX Racing with Eurotech                  | 362  |
| 4    | BTC Norlin Racing                         | 333  |
| 5    | Mac Tools with Ciceley Motorsport         | 330  |
| 6    | Team GardX Racing with Motorbase          | 304  |
| 7    | AmD with Autoaid/RCIB Insurance Racing    | 255  |
| 8    | Laser Tools Racing                        | 239  |
| 9    | DUO Motorsport with HMS Racing            | 239  |
| 10   | Trade Price Cars with Brisky Racing       | 217  |
| 11   | Simpson Racing                            | 206  |
| 12   | Ciceley Motorsport                        | 188  |
| 13   | AmD with Cobra Exhausts                   | 172  |
| 14   | Team HARD with Trade Price Cars           | 87   |
| 15   | Team Parker Racing                        | 86   |

### Jack Sears Trophy
| Poz. | Driver            | Pont |
| ---- | ----------------- | ---- |
| 1    | Dan Cammish       | 444  |
| 2    | Chris Smiley      | 358  |
| 3    | Matt Simpson      | 309  |
| 4    | Rory Butcher      | 309  |
| 5    | Ollie Jackson     | 272  |
| 6    | Tom Oliphant      | 272  |
| 7    | Daniel Lloyd      | 257  |
| 8    | Mike Bushell      | 252  |
| 9    | Brett Smith       | 245  |
| 10   | Bobby Thompson    | 191  |
| 11   | Sam Smelt         | 158  |
| 12   | Jake Hill         | 147  |
| 13   | Ricky Collard     | 140  |
| 14   | Michael Caine     | 101  |
| 15   | Josh Price        | 71   |
| 16   | Glynn Geddie      | 41   |
| 17   | Ant Whorton-Eales | 39   |
| 18   | Ollie Pidgley     | 35   |
| 19   | Daniel Welch      | 24   |
| 20   | Ethan Hammerton   | 20   |
| 21   | Josh Caygill      | 15   |
| Hn   | Carl Boardley     | 0    |

## Fordítás
Ez a szócikk részben vagy egészben  a(z)   2018 British Touring Car Championship című angol Wikipédia-szócikk ezen változatának fordításán alapul.  Az eredeti cikk szerkesztőit annak laptörténete sorolja fel. Ez a jelzés csupán a megfogalmazás eredetét és a szerzői jogokat jelzi, nem szolgál a cikkben szereplő információk forrásmegjelöléseként.